# نواده پلنگ برفی
نواده پلنگ برفی (قرقیزی: Ак илбирстин тукуму,) یک فیلم درام شوروی به کارگردانی تولوموش اوکیف است که در سال ۱۹۸۴ منتشر شد. این فیلم در سی و پنجمین جشنواره بین‌المللی فیلم برلین شرکت کرد و در آنجا برنده خرس نقره‌ای برای یک دستاورد برجسته شد. داستانی که در این فیلم روایت می‌شود بر اساس یک داستان عامیانه قرقیزستانی است.